# Экелунд, Вильгельм
Вильгельм Экелунд (14 октября 1880, Стехаг близ г. Эслёв лен Сконе — 3 сентября 1949, Сальтшёбаден) — шведский поэт, эссеист и прозаик.
Один из наиболее заметных представителей символизма в Швеции, оказал большое влияние на развитие литературного модернизма. Автор афоризмов.

## Биография
Сын кузнеца. Образование получил в Лунде.
Дебютировал в 1900 году, опубликовав первый сборник стихов Vårbris.
В молодости увлекался творчеством и работами Фридриха Гёльдерлина, Эммануила Сведенборга и Фридриха Ницше.
Под влиянием французских и немецких символистов писал лирические стихи, описывающие красоты родной Скании.
В более позднем периоде обратился к тенденциям классицизма. После 1907 года отошёл от поэзии и стал создавать афористическую прозу, писал эссе.
В 1926 году стал обладателем стипендии Фрединга. В 1937 году назначен почётным доктором философии университета Лунда.
Гомосексуалист.

## Избранные произведения
- Melodier i skymning (1902)
- Havets stjärna (1906)
- Antikt ideal (1909)
- Böcker och vandringar (1910)
- På havsstranden (1922)

## Награды
- Главная премия Девяти (1916 и 1924)
- Премия Беллмана Шведской Академии (1944)
- Премия Тегнера (1947)